# Liste der kanadischen Hauptstädte
Die Liste der kanadischen Hauptstädte behandelt alle Hauptstädte Kanadas und der Provinzen und Territorien.

## Hauptstädte des StaatesKanada
- Kingston (Ontario)
  - 1841–1844 Hauptstadt der Provinz Kanada (britische Kolonie)
- Montréal/Montreal
  - 1844–1849 Hauptstadt der Provinz Kanada (britische Kolonie)
- Toronto
  - 1849–1851 Hauptstadt der Provinz Kanada (britische Kolonie)
  - 1855–1859 Hauptstadt der Provinz Kanada (britische Kolonie)
- Québec/Quebec
  - 1851–1855 Hauptstadt der Provinz Kanada (britische Kolonie)
  - 1859–1865 Hauptstadt der Provinz Kanada (britische Kolonie)
- Ottawa
  - 1865–1867 Hauptstadt der Provinz Kanada (britische Kolonie)
  - 1867–1982 Bundeshauptstadt des Kanadischen Dominions
  - seit 1982 Bundeshauptstadt Kanadas

## Hauptstädte der Provinzen und Territorien seit 1867

### Hauptstädte der Provinzen
- Charlottetown (Prinz-Edward-Insel/Prince Edward Island/Île-du-Prince-Édouard, seit 1873)
- Edmonton (Alberta, seit 1905)
- Fredericton (Neubraunschweig/New Brunswick/Nouveau-Brunswick)
- Halifax (Neuschottland/Nova Scotia/Nouvelle-Écosse)
- Québec/Quebec (Québec)
- Regina (Saskatchewan, seit 1905)
- St. John’s (Neufundland und Labrador/Newfoundland and Labrador/Terre-Neuve-et-Labrador, seit 2001; Neufundland/Newfoundland/Terre-Neuve, 1949–2001)
- Toronto (Ontario)
- Victoria (Britisch-Kolumbien/British Columbia/Colombie-Britannique, seit 1871)
- Winnipeg (Manitoba, seit 1870)

### Hauptstädte der Territorien
1869 übertrug die Hudson’s Bay Company alle Hoheitsrechte ihrer Gebiete an Kanada, 1870 wurden die Nordwest-Territorien gebildet, 1876 wurden sie eine eigene politische Einheit. Von 1905–67 wurden sie von verschiedenen Einrichtungen der kanadischen Regierung in Ottawa verwaltet, eine offizielle Hauptstadt gab es in dieser Zeit nicht.
- Battleford (Saskatchewan) (Nordwest-Territorien/Northwest Territories/Territoires du Nord-Ouest, 1877–1882)
- Fort Livingstone (Saskatchewan) (Nordwest-Territorien/Northwest Territories/Territoires du Nord-Ouest, 1876–1877)
- Regina (Nordwest-Territorien/Northwest Territories/Territoires du Nord-Ouest, 1882–1905)
- Yellowknife (Nordwest-Territorien/Northwest Territories/Territoires du Nord-Ouest, seit 1967)

Von 1876–1905 war der heute zu Nunavut gehörende Keewatin-Distrikt als Territorium von den Nordwest-Territorien getrennt. Es wurde vom Vizegouverneur von Manitoba verwaltet und hatte somit keine eigene Hauptstadt.
- Winnipeg (Keewatin-Distrikt)

1898 wurde das Yukon-Territorium von den Nordwest-Territorien getrennt.
- Dawson (Yukon-Territorium/Yukon Territory/Territoire du Yukon, 1898–1952)
- Whitehorse (Yukon-Territorium/Yukon Territory/Territoire du Yukon, seit 1952)

1999 wurde das Inuit-Territorium Nunavut von den Nordwest-Territorien getrennt.
- Iqaluit (Nunavut, seit 1999)